# Correspondencia Sigmund Freud & Carl Gustav Jung
La Correspondencia Sigmund Freud & Carl Gustav Jung alude a las cartas que intercambiaron ambos autores entre 1906 y 1913 «revelando las complicadas relaciones entre ambos amigos, tan distintos entre sí pero que tan intensamente se sintieron atraídos el uno por el otro. Esta correspondencia da testimonio del encuentro fructífero y finalmente trágico de dos hombres extraordinarios».

## Contenido
Tanto Sigmund Freud como Carl Gustav Jung obtuvieron de su amistad y del amargo final de la misma importantes impulsos para su obra posterior. Su diálogo, aparte de mover a la interpretación analítica, constituye sobre todo un documento imprescindible para conocer los orígenes y el desarrollo del movimiento psicoanalítico. Al constante ir y venir de ideas y de novedades sobre la especialidad contenido en estas cartas, se suman noticias, a veces muy personales, y juicios mordaces y humorísticos sobre sus contemporáneos, tanto críticos como adeptos.

## Digitalización
En 2017, fue digitalizada como puesta a disposición pública tanto la correspondencia de Freud a Jung, vía los Sigmund Freud Papers de la Biblioteca del Congreso de Estados Unidos, como de Jung a Freud, por medio de los archivos de la Escuela Politécnica Federal de Zúrich (ETH).

## Edición en castellano
- Sigmund Freud & Carl Gustav Jung (2012). Correspondencia. Traducción Alfredo Guéra Miralles. Introducción William McGuire. Madrid: Editorial Trotta. ISBN 978-84-9879-331-4.